# Responsy

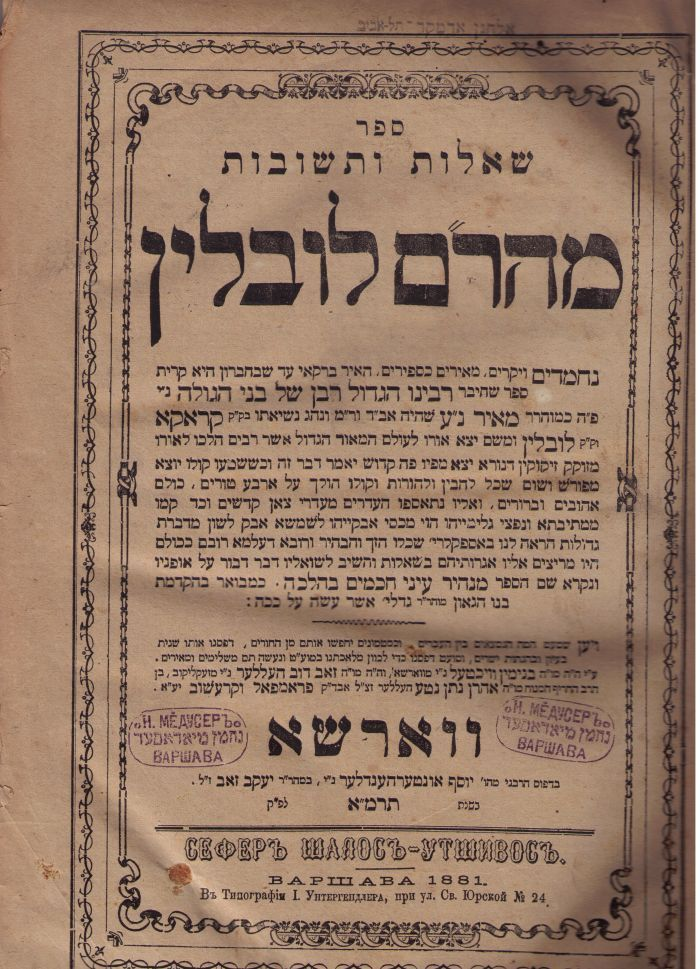
Responsa Meira ben Gedalia z Lublina (zwanego MAHARAM-em) z 1881

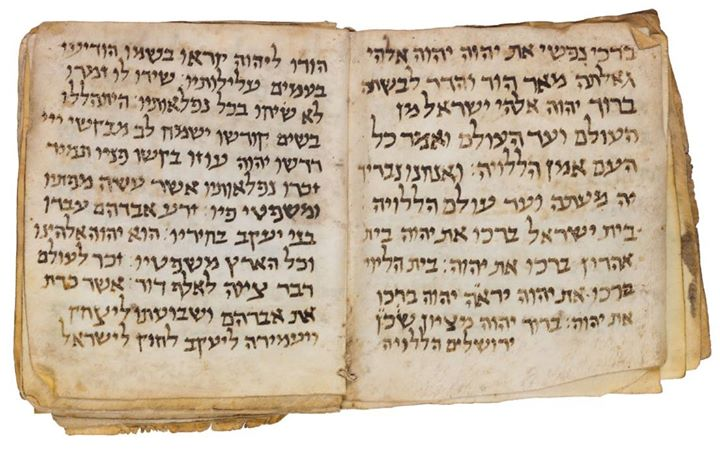
Modlitewnik Sidur, który powstał jako responsa Amrama Gaona z Sury (egzemplarz datowany na IX wiek)

Responsy (łac. responsum: odpowiedź; hebr. שאלות ותשובות – szeelot u-tszuwot: „pytania i odpowiedzi”; jid. szajles-tszuwes) – jeden z głównych gatunków literatury rabinistycznej poświęcony sprawom liturgii judaistycznej i halachy, tworzony w formie pisemnych odpowiedzi uczonych o niekwestionowanym autorytecie, na pytania stawiane im przez grupy innych uczonych, kahał lub indywidualnych Żydów. 
Responsy zaczęły być udzielane po ostatecznym ukończeniu Talmudu, w związku z występowaniem nierozstrzygniętych tam treści. Początkowo (VII–XI w.) tworzyli je gaoni, a ich wypowiedzi ograniczały się do krótkiego określenia, czy coś jest zakazane czy też dozwolone. Z czasem zaczęły przybierać bardziej rozbudowaną formę traktatów. Między XII a XV wiekiem udzielanie responsy było domeną riszonim (hebr. ראשונים – pierwsi [uczeni]), a od XVI w. responsy tworzyli acharonim (hebr. אחרונים późniejsi, ostatni [w domyśle – uczeni]). W tym okresie zaczęła się formować praktyka, by przy tworzeniu respons badać i uwzględniać opinie poprzedników. Z czasem ukształtowała się specyficzna kultura prawna respektowania precedensów. Wpływ responsów na życie społeczności judaistycznej stawał się coraz większy. Z czasem odpowiedzi zaczęły obejmować swym zakresem wszelkie aspekty życia żydowskiego. Najstarsze zachowane responsy dotyczące ziem polskich, pochodzą z XI w.
Responsy miały wpływ, między innymi, na powstanie żydowskiego modlitewnika. W IX w. hiszpański kahał zadał pytanie o możliwość uporządkowania codziennych modlitw. Wydana w odpowiedzi responsa rabina Amrama Gaona z Sury „Seder Rav Amram”, zdobyła dużą popularność jako faktyczny, uporządkowany modlitewnik i była przez wieki powielana przez wyznawców judaizmu.